# Goniadopsis agnesiae
Goniadopsis agnesiae är en ringmaskart som först beskrevs av Fauvel 1928.  Goniadopsis agnesiae ingår i släktet Goniadopsis och familjen Goniadidae. Inga underarter finns listade i Catalogue of Life.